# Iglesia de la Inmaculada Concepción (Smolensk)
La Iglesia de la Inmaculada Concepción (en ruso: Храм Непорочного Зачатия Пресвятой Девы Марии) es una antigua iglesia católica en la ciudad de Smolensk, en Rusia. Este edificio de estilo neogótico, que fue construido desde 1884 hasta 1896 albergó también el  Archivo Regional de Smolensk, y se encuentra en un estado de deterioro y esta prevista su restauración total. Los servicios religiosos son por ahora parciales.
La iglesia fue consagrada el 23 de octubre de 1896. Tiene un gran órgano y notables vidrieras. El número de feligreses ascendía para la época a nueve mil fieles.
Los registros y archivos de la parroquia fueron confiscados en 1918 durante la revolución Rusa. La parroquia por su parte, que se reúne en un lugar, fue clausurada durante el Gran Terror de 1937 y su cura ejecutado junto con un grupo de feligreses. La antigua iglesia se convirtió en un repositorio en 1940, justo antes de la llegada de la Wehrmacht en 1941.
La comunidad católica obtuvo el permiso de la década de 2000 para utilizar su ex rectoría de ceremonias como capilla, que fue restaurada. El gobernador Sergei Antoufiev dijo en octubre de 2010 que un nuevo depósito para los archivos se construiría y la iglesia sería restaurada a partir de 2011 a través de fondos procedentes de Polonia.
Para principios de 2015 el templo estaba vacío pues el archivo fue trasladado a un edificio especializado.

## Véase también

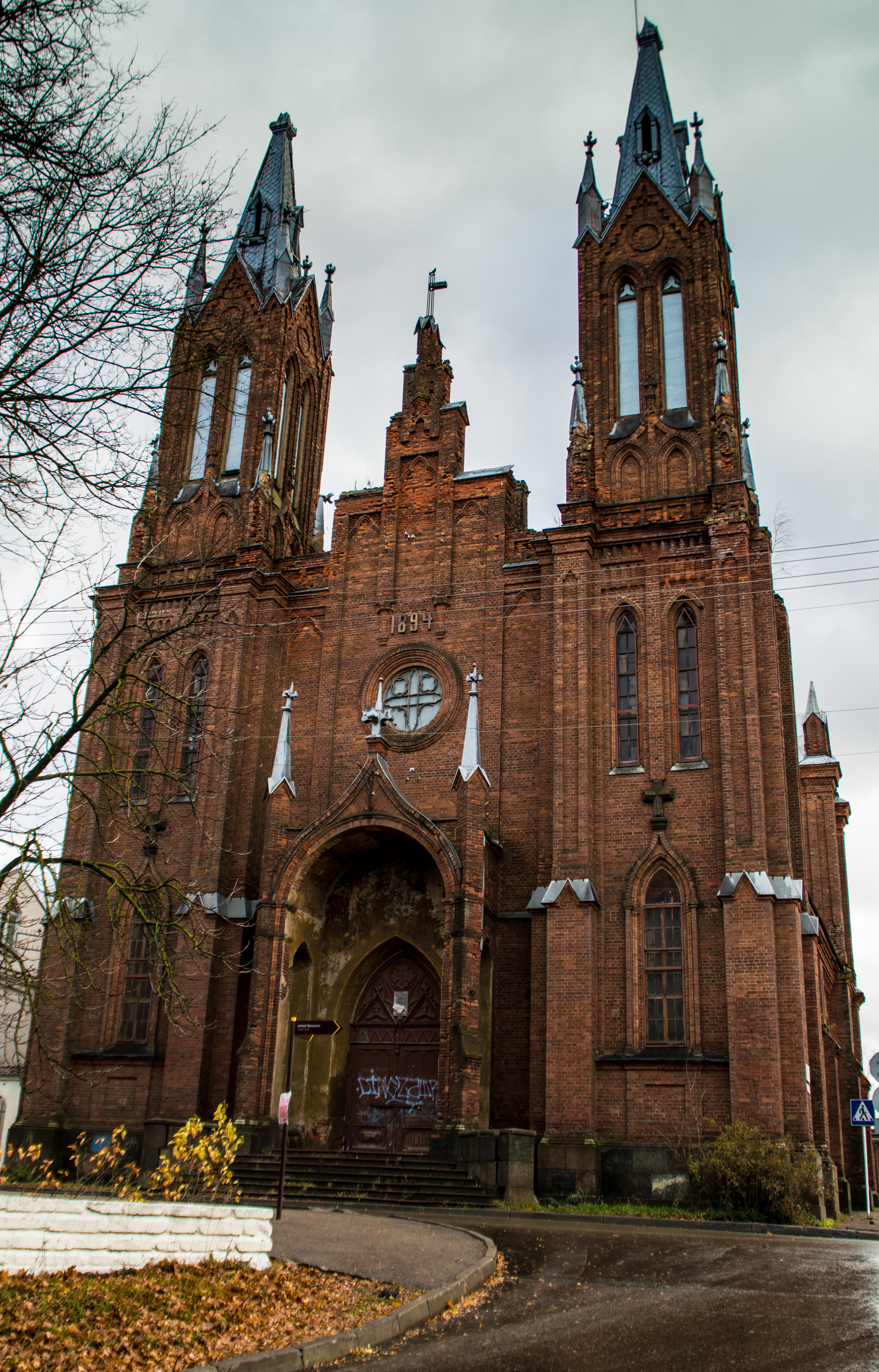
Otra vista del templo